# Adobe Flash Lite
Adobe Flash Lite (conosciuto precedentemente come Macromedia Flash Lite) è stata la versione leggera del famoso Flash Player dichiarato oggi obsoleto.
Flash Lite era, in dettaglio, un player specifico per cellulari e altri dispositivi, si basava sul linguaggio proprietario di Macromedia denominato Actionscript.
Le versioni principali di Flash Lite che erano in circolazione furono la 1.1 (che supportava il linguaggio actionscript 1.0 di flash 4), la 2 (decisamente  più evoluta e potente che supportava le potenti funzioni dell'actionscript 2.0 oltre che il supporto dello standard W3C SVG-T) e la 3, di più recente uscita.
Flash Lite, molto apprezzato, ha riscosso un notevole successo in quanto velocizza notevolmente la realizzazione di contenuti dinamici, applicazioni complesse e interfacce personalizzate estremamente accattivanti in tempi veramente rapidissimi se paragonati ad altri sistemi di sviluppo su cellulari per esempio j2me oppure Symbian.
Flash Lite è stato utilizzato con successo in Giappone dalla stessa DoCoMo, In Italia e nel resto d'Europa si è affermato anche a seguito di importanti accordi che Macromedia ho stretto con i principali produttori di telefoni cellulari come ad esempio: Nokia, Siemens, Samsung, LG, e Sony Ericsson.
Su tutti i nuovi cellulari nokia era integrata l'ultima versione di flash lite.
Dopo il debutto dei linguaggi di programmazione HTML5 e CSS3, e soprattutto per i rischi per la sicurezza (malware o violazione della privacy), 
Adobe decise di interrompere definitivamente la strada di [adobe flash] e così la versione lite, dichiarati tutte e due obsoleti il 31 dicembre 2020. Ancora oggi si possono visualizzare contenuti scritti in flash utilizzando possibilmente l'ultima versione oppure usare un software libero chiamato gnash.

## Versioni

### Flash Lite 1.0
Versione basata sul Flash Player 4 (versione desktop), successivamente venne sostituita dalla Macromedia Flash Lite 1.1

### Flash lite 2
La versione 2.0 venne distribuita dal dicembre del 2005, con potenzialità/caoacità in linea con Flash Player 7
Le differenze principali tra la versione 1.1 e la 2.1 (del dicembre 2006) di Flash Lite sono le seguenti:
1. Supporto completo dell'actionscript 2.0 ovvero quello utilizzato dalla versione 7.0 di Flash
2. Supporto Video, ovvero è possibile caricare dinamicamente filmati video in formato 3gp
3. Caricamento di dati esterni via XML
4. Caricamento esterno di file in formato swf, jpeg, MP3
5. Maggiore velocità d'esecuzione e stabilità del player.

### Flash lite 3
Ecco le principali differenze tra la versione 2 e la 3, diffusa nel giugno 2007.
1. Supporto FLV
2. Migliore navigazione nel web grazie al supporto della maggior parte di contenuti Flash 8
3. Prestazioni ottimizzate
4. Estensioni MMI per la progettazione di interfacce utente
5. Ambiente di authoring integrato
6. Supporto multipiattaforma

Successivamente nel febbraio del 2009 venne resa disponibile la versione Adobe Flash Lite 3.1

### Flash Lite 4
Diffuso nel 2010 e integrato in Symbian^3 (Nokia N8, Nokia E7, Nokia 600, Nokia 700, Nokia 701)
1. Supporto dell'actionscript 3.0